# Petrus Alting Mees
Petrus Alting Mees (Appingedam, 20 juni 1825 — Gadok te Buitenzorg, 31 augustus 1874) was een Nederlands arts en bestuurder. Hij was burgemeester van Eenrum en Kloosterburen.

## Familie
Mees was een telg uit de Groningse tak van het geslacht Alting Mees, een patriciërsgeslacht. Hij was een zoon van rechter en politicus Regnerus Tjaarda Mees, die later ook burgemeester van Appingedam werd. Zijn broer Fokko Alting Mees was onder meer minister van Koloniën.

## Levensloop
Vanaf 1849 was Mees werkzaam als arts in de verlos- en geneeskunde. Twee jaar later werd hij burgemeester van Kloosterburen en vanaf 1852 combineerde hij dat met het burgemeesterschap van Eenrum. Hij was in functie tot 1 januari 1856 en woonde in die jaren in een herenhuis aan de Haven en Kunstweg in Eenrum.

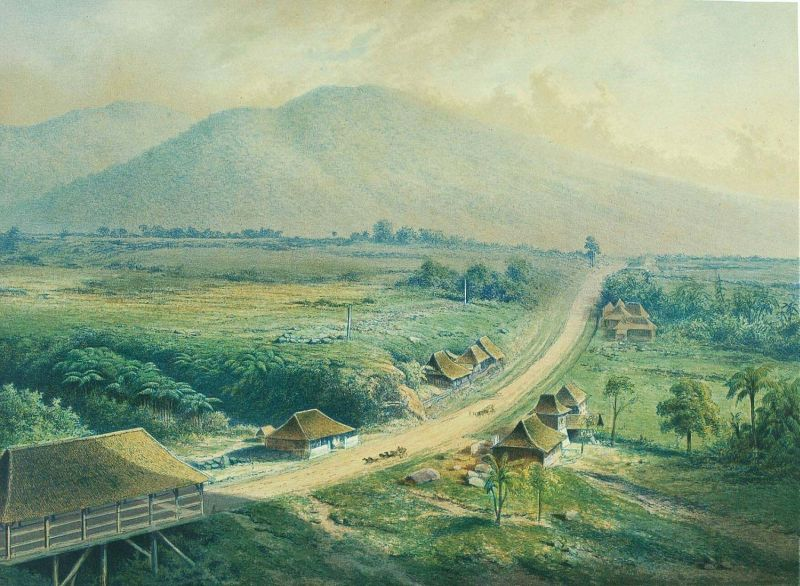
Gezondheids-etablissement Gadok bij Buitenzorg, op landgoed Tjicoppo

 In april 1858 vertrok Mees naar Nederlands-Indië om zich als arts in Batavia te vestigen en hield daar praktijk aan het Koningsplein in Weltevreden. Zijn broer Fokko was al sinds 1846 als advocaat en bankier werkzaam in Batavia. In 1860 kreeg Mees eervol ontslag als officier van gezondheid der tweede klasse van de Batavische schutterij om op en rond Java praktijk te houden in verschillende plaatsen. Achtereenvolgens was hij gevestigd in Tangerang (tot 1862) en Blitar (tot 1864), op Billiton (tot 1870) en in Cheribon.
In 1870 werd hij hoofdarts van het gezondheids-etablissement Gadok bij Buitenzorg, op landgoed Tjicoppo. Daar trouwde hij op 19 augustus 1973 met de Ierse Sarah Helena Brady.
Petrus Alting Mees overleed op 31 augustus 1874 op 49-jarige leeftijd op Gadok.